# Белт-Паркуэй

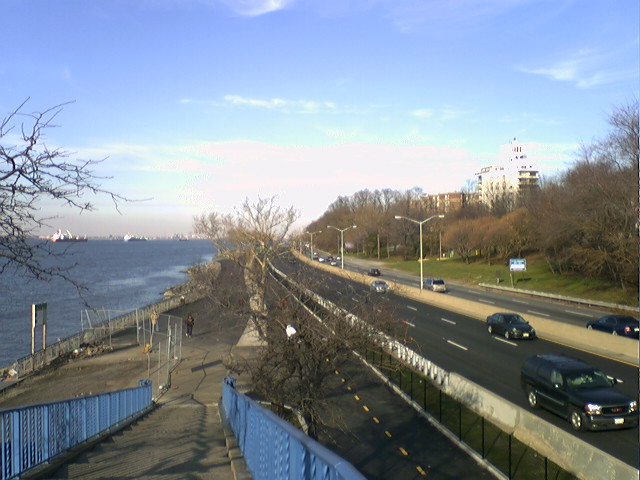
Белт-Паркуэй, вид в сторону запада

Белт-Па́ркуэй (англ. Belt Parkway) — автомагистраль в Соединённых Штатах Америки протяженностью 40,7 км (25,3 мили).
Она проходит по территории города Нью-Йорк, опоясывая полукольцом с юга Бруклин и Куинс. Отсюда и название: Belt в переводе с английского означает «пояс». Формально так называемая «Belt System» состоит из четырёх частей — Шор-Паркуэя (англ. Shore Parkway), Саутерн-Паркуэя (англ. Southern Parkway), Лаурелтон-Паркуэя (англ. Laurelton Parkway) и Кросс-Айленд Паркуэя (англ. Cross Island Parkway). Вместе с частями автомагистралей I-278, I-678 и Гранд-Сентрал-Паркуэем они образуют кольцевую дорогу вокруг большей части территории Бруклина и Куинс. Шор-, Саутерн- и Лаурелтон-Паркуэи обычно обозначаются вместе как Белт-Паркуэй. Кросс-Айленд Паркуэй, идущий с юга на север вдоль восточной границы Куинса, имеет сквозную нумерацию выездов с Белт-Паркуэя, но обозначается собственным именем.
Белт-Паркуэй начинается на границе районов Сансет-Парк (Sunset Park) и Бей-Ридж (Bay Ridge) на юго-западе Бруклина, где ответвляется от автомагистрали I-278. Далее дорога идёт на юг вдоль берега Гудзона, под мостом Верразано и далее на восток вдоль берега залива Лоуэр-Бэй и по северной границе районов Кони Айленд и Брайтон-Бич. Проходя через Баррен-Айленд (англ. Barren Island), поворачивает на северо-восток и огибает бухту Джамейка, пересекая границу Бруклина и Куинса. Между выездами 17 и 23 идёт параллельно шоссе 27, проходящему по Норт-Кондуит-авеню и Саут-Кондуит-авеню. В районе аэропорта Кеннеди пересекает автомагистраль I-678. Заканчивается Белт-Паркуэй на границе Куинса и округа Нассо штата Нью-Йорк, разветвляясь на магистрали Кросс-Айленд Паркуэй, идущую на север, и Саутерн-Стейт-Паркуэй (англ. Southern State Parkway), ведущую на восток Лонг-Айленда.
Проезд по Белт-Паркуэю бесплатный.
Магистраль проходит по южным районам Бруклина и Куинса и имеет важное внутригородское и транзитное значение, соединяя, в частности, подъезд к мосту Верразано, ведущему в Статен-Айленд и далее в Нью-Джерси, аэропорт Кеннеди и густонаселённые районы Лонг-Айленда к востоку от Куинса.
Сооружение Belt System было начато в 1934 и в закончено к 1941 году.